# Desportivo de Oque d'El Rei
Desportivo de Oque d'El Rei is een voetbalclub in Sao Tomé en Principe uit Oque d'El Rei, een voorstadje van Sao Tomé-stad in het district Água Grande. De club speelt in de eilandcompetitie van Sao Tomé, waarvan de kampioen deelneemt aan het voetbalkampioenschap van Sao Tomé en Principe, de eindronde om de landstitel.
Hoewel de club onder andere in 2001 al meedeed met het bekertoernooi, beleefde de club uit Oque d'El Rei pas in 2009 haar debuut op het hoogste competitieniveau van Sao Tomé-eiland. De eerste wedstrijd was tegen 6 de Setembro en bleef 0–0. In dit eerste seizoen eindigde de club gelijk op de derde plaats, In 2014 degradeerde de club.
Eerste niveau: FC Aliança Nacional · Bairros Unidos FC · UD Correia · Folha Fede · Juba Diogo Simão · FC Neves · Praia Cruz · UDRA · Vitória FC · Santana FC
Tweede niveau: Agrosport · Amador · Guadalupe · Inter Bom-Bom · Desportivo Marítimo · Kê Morabeza · Oque d'El Rei · Porto Alegre · Ribeira Peixe · Trindade FC
Derde niveau: Andorinha Sport Club · Boavista · Desportivo Conde · Cruz Vermelha · Diogo Vaz · Otótó · Santa Margarida · Sporting São Tomé · UDESCAI · Varzim FC
Voormalige clubs: 6 de Setembro · Bela Vista · Os Dinâmicos ·  Palmar